# 正立像
正立像（せいりつぞう）とは、実際の物体と上下が一致した像のこと。レンズなどの光学系によって映し出された像についていう。正立像の例として、凸レンズの前側焦点より内側に物体を置いた場合に形成される虚像が挙げられる。このため、ルーペで見ることのできる像は正立像となる。また、凹レンズを通してみることのできる虚像も正立像である。

## 倒立像から正立像への変換
通常の屈折望遠鏡で見られる像は実像であるため倒立像となっており、地上の物体の観察には不適である。そこで、正立レンズまたは正立プリズムを使用することで正立像で観察することができる。仕組みとしては、一度倒立させた像をもう一度倒立させることで正立像を作ることになる。ガリレオ式望遠鏡では、凸レンズによる倒立実像に凹レンズを通すため、接眼レンズから覗く像は正立像となる。光学顕微鏡でも正立鏡筒を使うことで正立像での観察が可能である。